# Loyal (condado de Clark, Wisconsin)
Loyal es un pueblo ubicado en el condado de Clark en el estado estadounidense de Wisconsin. En el Censo de 2010 tenía una población de 826 habitantes y una densidad poblacional de 9,19 personas por km².

## Geografía
Loyal se encuentra ubicado en las coordenadas 44°43′19″N 90°30′27″O / 44.72194, -90.50750. Según la Oficina del Censo de los Estados Unidos, Loyal tiene una superficie total de 89.88 km², de la cual 89.82 km² corresponden a tierra firme y (0.07%) 0.06 km² es agua.

## Demografía
Según el censo de 2010, había 826 personas residiendo en Loyal. La densidad de población era de 9,19 hab./km². De los 826 habitantes, Loyal estaba compuesto por el 97.82% blancos, el 0% eran afroamericanos, el 0.12% eran amerindios, el 0% eran asiáticos, el 0% eran isleños del Pacífico, el 2.06% eran de otras razas y el 0% pertenecían a dos o más razas. Del total de la población el 2.18% eran hispanos o latinos de cualquier raza.